# Római vallás
Az ókori Róma fennállása alatt sok vallási kultusz befolyása alatt állt, melyekből sokat átvett, ezek részleteit ismerteti ez a szócikk. A római istenségeket részletesebben a római mitológia cikk tárgyalja.

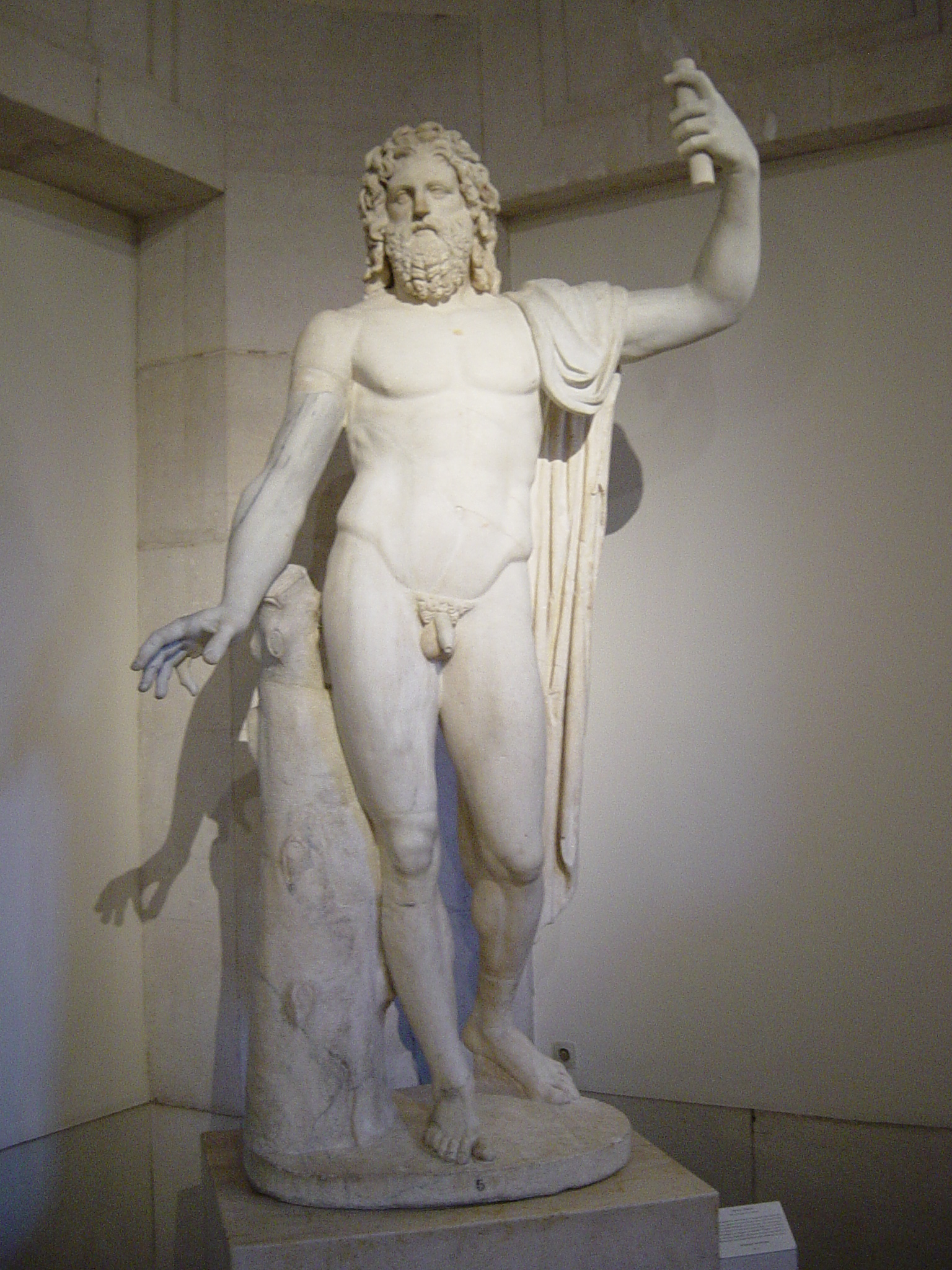
Jupiter Tonans, vagyis a Villámló Jupiter szobra

## Városalapítás kora
A Rómát alapító latinok vallása földműves természetvallás volt. Totemizmus (pontosabban animizmus) figyelhető meg, hisz a monda szerint Romulus és Remust egy anyafarkas és egy harkály táplálta. Ennek emléke még sokkal később is a február 15-én tartott lupercalia ünnep. A szó etimológiája szerint a lupus arcere (a farkas és a távoltart) kifejezésből származhat, rítusa szerint a Palatinuson végzett kecskeáldozat jellemzi, a szertartás végzői a lupercus-papok, akiknek testülete a luperci.

### Istenek, szellemek
A túlvilágról a rómaiaknak mindvégig homályos elképzeléseik voltak, mindenesetre az ősök szellemeit mélyen tisztelték, igyekeztek kiengesztelni őket. A házi oltárokon, melyeknek papja a családfő volt, naponta áldoztak kisebb ajándékokkal, étellel, gyümölccsel, kevés borral vagy olajjal. Két állami, közösségben tartott ünnep is volt a halottak szellemeinek tiszteletére, a februári parentalia és a májusi lemuralia, amikor a visszatérő holtaknak ételáldozatokat ajánlottak fel.
Az etruszk és görög vallási hagyományok befogadása előtt a rómaiak úgynevezett numeneket imádtak és tiszteltek, megszemélyesülés nélküli isteni hatalmakat, akiknek mintegy szellemekként nem volt konkrét megjelenési formájuk, csupán szerepükre utaló nevük. E típusú vallást funkcionálisnak nevezzük, mivel a numenek bizonyos funkciók védnökei.
- a házi szellemek: 
  - geniusznak nevezték azon láthatatlan védőszellemeket, melyek az egyes emberekben laknak és bölcsőjüktől sírjukig kisérték. Megkülönböztettek jó és rossz geniusokat. A jóktól függött az emberek szerencséje, a rosszaktól szerencsétlenségük. Mások szerint azonban minden embernek csak egy geniusa van, ki jót is, rosszat is tesz a gondjára bízott emberrel aszerint, hogy hogyan viselkedik.[1]
  - iuno a nő védnöke, az erkölcsi tisztaság, termékenység biztosítása,
  - larok (wd) (lares) a földek, utak, ligetek, de főleg a családi élet védő szellemei.[1] Kis képeik fából, kőből vagy fémből készültek és babérral koszorúzott, rövid ruhás, kezükben csészét vagy szarvast tartó ifjakat ábrázoltak; a tűzhelyen, hálótermekben vagy az átriumban állították fel.[1]
  - penatesz (wd) (penus = éléskamra) vagy penátok: a ház belsejében lakó szellemek, a házi készlet védői, a családot védő tulajdonképpeni házi istenek.[1] Voltak városokat, államokat védő penateszek is.[1]
  - a larvák (larvae) vagy lemurok (wd) a halottak szellemei, akik életükben elkövetett bűneik vagy elszenvedett igazságtalanság miatt nem találnak nyugtot a túlvilágban, és mint kísértetek újra megjelentek a Földön, felkeresték lakásaikat.[1] Megjelenésüknek elhárítására tartották májusban a Lemuria ünnepét.
  - ianus, a ház falainak és kapujának őrzője,
  - manesz (wd) vagy manok a halottak jó szellemei, kiket védő (pártfogó) isteneknek tartottak és halotti áldozatokkal ünnepeltek. Oltárok helyett sirdombokat szenteltek nekik, melyekre virágokat és koszorúkat tettek vagy árnyékos fákat is ültettek.[1]
  - terminus a családi birtok határainak őrzője;
  - Vesta, a házi tűzhely istennője;
- a természeti funkciók: a vetések oltalmazója, a földművelés patrónusa Saturnus, aki Ceres gabonavédnökkel együtt gondoskodik arról, hogy népének legyen mit ennie. Pomona a gyümölcsök védőszelleme, Faunus a nyájak, az állatok gondját viseli, Liber a szőlőművelés, a bor, Flora a virágok, Neptunus pedig a folyók és tengerek ura, Vulcanus a tűz védnöke. Az államosodás folyamán ezek a numenek egyre nagyobb számban válnak deusszá, azaz istenné. A numenek állami ünnepei a naptárhoz kapcsolhatók: terminalia, parentalia, lupercalia februárban, cerialia áprilisban, lamuria májusban, consularia augusztusban.

A larok két csoportra oszthatók, a lares familiares a családi szentségek gyűjtőneve, emellett a lares compitales (= keresztúti larok) a birtokvédelemmel kapcsolatos szentségek.
Iuppiter, az égbolt ura, aki villámként jelenik meg, később főistenséggé vált.
Rómában államvallás volt a görög hatások koráig, aminek sacra publica pro populo romano volt a megnevezése, és a magistratusok őrködtek a rítusok megtartása felett, felügyelték a közösség részvételét. Emellett azonban mindig jelen volt a sacra privata, vagyis az egyén és a család kultuszköre. Az államvallás és a családi kultuszok néhány kiemelt fogalom köré csoportosultak:
- pomerium – (szent mezsgye) az államhatárok isteni védelme;
- ünnepek;
- szent helyek;
- szent tárgyak;
- ősök tisztelete.

Az ezekhez kapcsolódó fontosabb fogalmak a későbbiek során is a római tudat alapvető alkotórészei maradtak, és ezek elsorvadásával kezdődött Róma tulajdonképpeni hanyatlása. Pietas – a vallási előírások pontos követése. Do ut des – adok, hogy adj. Religio – e szó etimológiáját vitatják, vagy a religare (megkötés), vagy a religere (szeretetteljes odafigyelés, pontos követés) szavakból származik, mindkettő kifejezi azonban a római polgár városa iránti érzelmeit.
Ez időben a papok állami alkalmazottak voltak, és jórészt azok is maradtak a keresztény korig. A papok a hatalomgyakorlók (patriciusok) közül kerültek ki, de politikai súly nélküliek.

### Mars kultusza
A rómaiak előszeretettel nevezték magukat „Mars népének”, neki szentelték a március hónapot (martius = harcias), amely eredetileg a kalendárium legelső hónapja volt. Ugyanakkor mint hadistennek, a városfalakon kívül, a Mars-mezőn emeltek templomot, mivel a fegyveres hadak nem vonulhattak be a város területére. A legelső templomot tudomásunk szerint i. e. 336-ban emelték a Porta Capenánál, ahol a sereg hadba, a lovasság pedig az éves parádéra szokott indulni.
Mars a növényi termékenység védnökéből vált általános termékenységistenné, ebből a férfierő védnökévé, a közösség oltalmazójává, és ez utóbbi járulékos funkciója vonzotta a harc, háború és pusztítás képzetét. Áldozati állata lehetett ló, bika vagy farkas; de neki szentelték a furcsa „disznó-juh-ökör”-áldozatot is (suovetaurilia), amelyet Róma határain ötévente a rituális tisztítás alkalmával kellett elvégezni (lustrum).
Mars jelképe a király palotájában (regia) őrzött lándzsa volt. Ugyanitt őrizték azt a tizenkét pajzsot, melyek közül az egyik a monda szerint Róma legyőzhetetlenségének záloga, az égből hullott alá, tizenegy másolatát pedig Numa Pompilius király parancsára készítette el egy tökéletes tudású kovács, Mamurius Veturius, hogy az ellenség ne tudja az eredetit felismerni és ellopni. A csatába induló hadvezér Marsot segítségül hívva megrázta a dárdát és a pajzsokat. Nagy baj előjelének tartották viszont, ha azok maguktól mozdultak meg. E szent ereklyék őrzője a sallusok papi testülete volt, Mars ünnepein, leginkább a március 19-i martialia alkalmával (erről kapta a hónap a nevét) ők vitték a pajzsokat és járták a haditáncot Róma-szerte. Énekük refrénjeként azt kiáltották: „Mars, virrassz!” (Mars vigila!) Amikor véget értek a háborúk, Marsnak a quadriga-versenyeken győztes lovak közül áldoztak fel egyet. A ló koponyájáért megvívott egymással két városnegyed, s a küzdelem kimenetelétől függően a gabonával felékesített koponyát vagy a Regiában tűzték ki, vagy a Mamilius-bástyán. A mén vérének tisztító erőt tulajdonítottak, ezért azt a Vesta-szüzek templomában őrizték.

### Quirinus kultusza
Quirinus eredetét általában a Quirinalis dombon lakó szabinokra vezetik vissza, a latinok és szabinok egyesülése után quirites fogalommal jelölték a római nép közösségét. Az i. e. 6. századi etruszk fennhatóság vallási változásokat is hozott és Quirinus kiszorult a panteon főistenei közül.

### Vesta kultusza

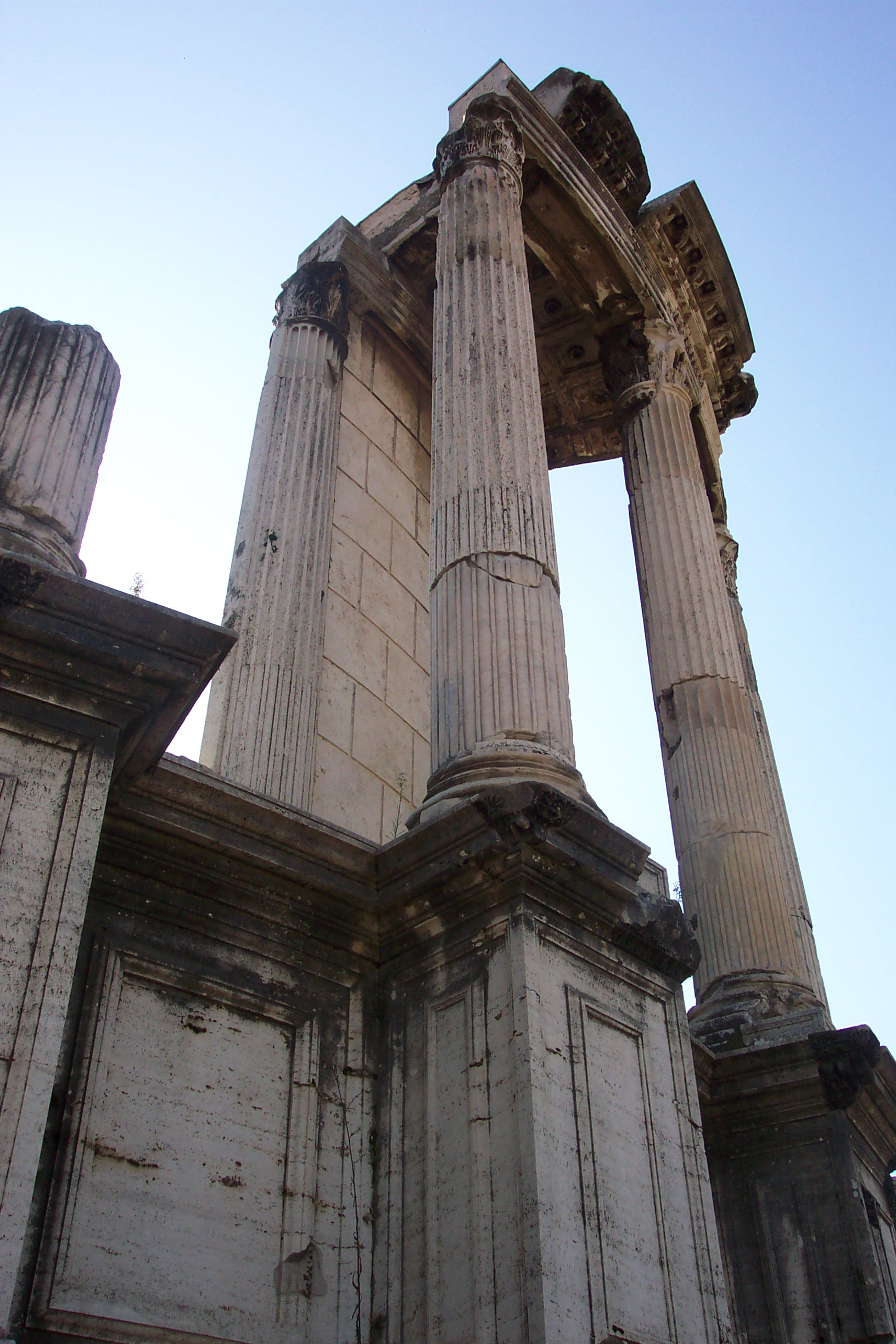
A Vesta-templom maradványai Rómában

Vesta női istenség volt a házi tűzhely őrzője.
Numa Pompiliust tartják a Vesta-szüzek rendje megalapítójának, akiket a főpap (pontifex maximus) a legelőkelőbb családok gyermekeiből válogatott ki; ők ápolták kerek szentélyükben a mindig égő szent tüzet, őrizték a város Palladiumát (Pallasz Athéné szent képét) és az állami Penateseket. A Vesta-szüzeket már kislány korukban 30 évre föleskették, ők szigorú elzártságban a Vesta-szüzek palotájában éltek, és különleges előjogokat élveztek, kegyelemkérő szavukat még a halálra ítélt bűnös érdekében is meghallgatták. Azonban ha elvesztették szüzességüket, élve temették el őket egy üregbe.
Fennmaradt a neve Vibidiának és Maximának, ez utóbbi portréját a Forum Romanumon, a Vesta-szüzek házában találták meg.
Róma alapításának mítosza szerint Romulus és Remus anyja egy Vesta-szűz, Rhea Silvia volt.

## Főistenségek kialakulása
A rómaiak szemében mindig is fontos volt a túlvilági, az emberfeletti hatalommal bíró erők kegyeinek elnyerése, a fennálló hatalom igazolni igyekezett az istenekkel való jó viszonyát, sőt a császárkorban magukat a császárokat is isteni színben tüntették fel. Így a római államnak mindig is volt hivatalos vallása: meghatározott istene(i), szertartásai, ceremóniái.

### A Iuppiter–Mars–Quirinus-triász
Róma városának megerősödésével a vallás is hierarchikussá alakul, és nagyságának igazolásaként az istenekkel való viszonyát pontosítja. A pantheon klasszikus formájának kibontakozásával az istenek világának élére három 'nagy isten' került: Iuppiter közöttük a legfontosabb, akit istenkirályként a villámlás urának, de az államélet védnökének is tekintenek. Mellette áll Mars, a férfierő, a harc és a termékenység istene, de a háborúk patrónusa is. A harmadik főisten Quirinus: a római polgárok közösségének és békés gazdálkodásának égi védnöke, a napi munka sikerének oltalmazója.
Iuppiter nevének etimológiáját általában a dieus pater (= fénylő atya) kifejezésből származtatják.

### Iuppiter, Iuno és Minerva
Az i. e. 6. századtól új korszak kezdődött a latin vallási kultúra történetében. Róma ebben az időben etruszk befolyás alá került, ez pedig vallási téren is éreztette hatását. Iuppiter átvette a kizárólagos vezető szerepét az istenek világában, sőt ekkor épült központi szentélye a Capitolium dombon, amely a hivatalos, „állami” kultusz központjának számított egészen a keresztény időkig. Ebben a korszakban tűnnek fel a nagy istenek csoportjában etruszk származású nőalakok: Iuno (Uni királynő), Iuppiter felesége, a családi otthon patrónája és az etruszk Mnrva átvételével Rómába került Minerva, a tudomány, művészetek, kézművesek és mesterségek istenasszonya. Mars, most már mint kizárólagos hadisten megőrzi jelentőségét, Quirinus kultusza azonban fokozatosan háttérbe szorul.

## A Birodalom vallása
A szenátus halála után istenné avatta Iulius Caesart; ez a szokás később meglehetősen elterjedt és jó néhány római császár Iuppiterrel azonosította magát.
A Római Birodalom megengedte a meghódított népeknek a saját vallásuk szabad gyakorlását és terjedését. A keleti kultuszok igen népszerűek voltak, különösen :
- az egyiptomi vallás, az Ozirisz—Ízisz misztérium
- a pitagorizmus
- az orfizmus
- az ind-perzsa eredetű Mithrász kultusza
- az eleusziszi misztériumok

Az 1. század második felétől egyre inkább terjedt a kereszténység, eleinte az alsóbb néprétegek, majd később a társadalmi elit körében is.
Miután a keresztények elutasították a császárkultuszt, hogy Jézus imádásával nem egyeztethető össze, a rómaiak üldözték őket.
313-ban I. Constantinus végül engedélyezte a kereszténységet a milánói ediktumában, majd a század végén (394-től) I. Theodosius rendelkezése nyomán államvallássá lépett elő, s ez nagy hatással volt a későbbi történelemformáló szerepére Európában és az egész világon.

## Agörög mitológiahatása

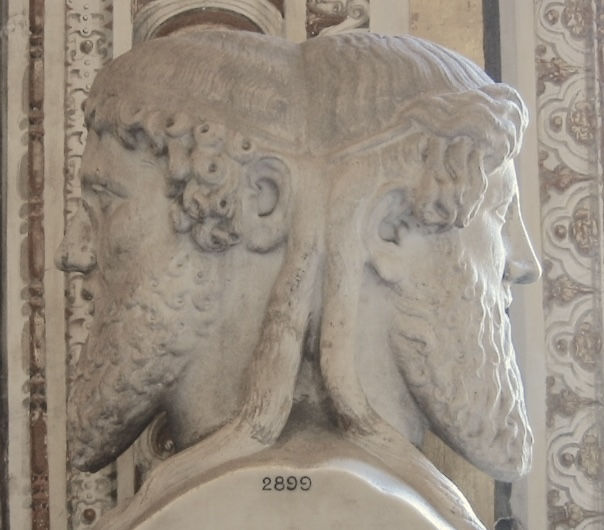
Római mellszobor Janusról a legrégibb, legszentebb és legjelentőségesebb római istenről. (Vatikán Múzeum)

A rómaiak az ókori népek többségéhez hasonlóan történelmük jelentős része során többistenhívők voltak. Vallásuk görög párhuzamokat mutat, szinte minden jelentős római istennek volt görög megfelelője. Míg a görög isteneket nem lehetett egy az egyben egy funkcióval azonosítani, sokkal inkább egy eszmeiséget, szellemiséget szimbolizáltak, addig a római istenek egy konkrét funkcióhoz tartoztak. Róma annyiban is különbözött a görögöktől, hogy az egyes istenek körül sokkal szervezettebb kultusz és papi rend alakult ki.
A görög kultuszok hatása először az etruszkok révén mutatkozik meg, hiszen maguk az etruszkok is hellenizálódtak bizonyos mértékig. A köztársaság korában azonosították ugyan saját isteneiket a görög istenekkel, de a mitológia elemeit nem vették át. Jellegzetes és könnyen érthető példa Iuppiter és Venus esete. Sem Zeusz, sem Aphrodité vérbő görög mítoszai nem kerültek át a római hagyományba, itt nincsenek kicsapongások, szexuális tévelygések, házasságtörések és a többi olyan emberközeli elem, ami a görög mitológiát annyira fogyaszthatóvá teszi, hogy a mai napig is népszerű. Iuppiter nem rabolta el Europét és Ganymedest, ezt Zeusz tette Európéval és Ganümédésszel, még ha ma sokszor és sokan össze is keverik ezeket a dolgokat.
A görög–római mitológiában ma is jól látható, hogy melyik istent vették át, és melyiket azonosították görög megfelelőjével, hiszen az átvett istenek nevei hasonlóak egymáshoz (Apollón-Apollo), az azonosítottaké nem (Démétér-Ceres).
A római isteneket, akik nem idegen vallásokból kerültek át a rómaiba, összefoglalóan Di Indigetes néven említették. Ők többnyire csak egy-egy jelenség, elvont tulajdonság megszemélyesítései voltak, például Africus a délnyugati szél istene, Felicitas a siker istennője. A legjelentősebb talán Janus, a kezdet és vég istene, akinek két arca közül az egyik a múlt, a másik a jelen felé fordul, s akinek nevét január hónapnevünk is őrzi.
A vallás nem hit, inkább állampolgári fegyelem dolga volt. Az itáliai istenek világa mint a legősibb római vallásban az aggályos tiszteletben tartott szertartások világa volt. Rómában azonban az istenek nagyságának elismerése elég ahhoz, hogy az ember boldogságát szavatolja. Az istenek nem kívánják az emberektől egész szívét, egész lelkét és minden képességét. Az istenek csupán annyit kérnek, tartsák őket tiszteletben és megfelelő pontossággal hajtsák végre a szertartásokat. Ha a földi halandó ezt megtartja, garantált a sikere itt a földön.
Szintén jelentős eltérése a római vallásnak, hogy a császárkortól az uralkodót isteni személyként tisztelték (bár ennek csak hivatalos jelentősége volt), ami nem található meg a görögöknél.
Az igazi görög hatás Rómában a Sibylla-tekercsek jóslatainak követésével kezdődött. A tekercseket író jósnő görög volt, ezért jóslatainak minden vonatkozása a görög mitológiában keresendő. Az első ismert esemény ezzel kapcsolatban Apollón átvétele volt, amikor i. e. 443-ban egy járvány megfékezésére a Sibylla-jóslat alapján a görög Apollón delphoi szentélyéhez folyamodtak, és szentélyt emeltek Rómában is az isten tiszteletére, itt Apollo néven. Hasonló eset volt i. e. 293-ban, amikor Aszklépiosz került át, Aesculapius néven. Néha az átvételkor azonosítottak bizonyos római fogalmakat az átvett görög istennel, így lett Hádészből Pluto, majd Dispater. A görög mitológia több hérosza is átkerült isteni rangban, így a dioszkuroszok, Castor és Pollux (i. e. 499), vagy Héraklész Hercules néven (i. e. 312).

## Keleti, egyiptomi kultuszok
Mint a más népekkel kapcsolatban lévő (Róma esetében: azokat meghódító) többistenhívő népek általában, Róma is meglehetősen nyitott volt az idegen istenek felé. A keleti elemek első átvételei a pun háborúk, majd a szír–makedón háborúk alatt történtek. Főleg a köztársaság válsága és a császárkor időszakában voltak elterjedtek a beavatással járó, általában elitista jellegű misztériumvallások. Az első misztériumvallások még nem jártak sikerrel a rendkívül szigorú erkölcsű Rómában, így a Dionüszosz istennel azonosított Bacchus és annak misztériumaként átvett bacchanalia még betiltásra került a köztársaság korában. Valószínűleg nem volt annyira szexuális jellegű ez a misztérium, mint ahogyan ezt a koncepciós perében előadták, de titkos jellege akkor még visszatetszést szült. A beavatásos jellegű vallásoknak ugyanis alapvető lényege, hogy bizonyos külsőségeket leszámítva tanai titkosak, azokat csak beavatottjai ismerhették meg. A közhiedelemmel ellentétben a bacchanáliák nem kerültek teljes tiltásra, hanem csak a szertartáson résztvevők számát maximálták öt főben, így csökkentve az esélyét a nagyszabású orgiának.
A római állam főisteneinek egyre formálisabbá váló tisztelete helyett a 2-3. századtól kezdve az erős érzelmi kötődésen alapuló, az egyén evilági erkölcsös élete fejében megtisztulást és boldog túlvilági életet ígérő, keleti eredetű misztériumvallások váltak a római vallásosság meghatározó elemévé. Az egyiptomi eredetű Ízisz, a napistennel azonosított perzsa Mithrász, valamint a szíriai eredetű Jupiter Dolichenus kultusza terjedt.

## Jóslás
Az előjelek tiszteletben tartása a római vallás középső szakaszának különösen jellemző vonása volt. Aki ezeket módszeresen értelmezni tudta, az nagy tiszteletnek örvendett, a jóspapoknak busás jövedelmet és nemegyszer jelentős politikai befolyást biztosított. A jósok a csodás előjeleket megfelelően értelmezhették, illetve néhányuk közvetlenül is kapcsolatba léphetett az istenekkel. Egy jóslat csak akkor hozhatott valós eredményt, ha mindent előírás szerint csináltak. A jóslás mint tudomány az etruszkoktól származott, a rómaiak disciplina etrusca névvel illették. A jóslás nem szakrális vagy papi tevékenység volt, nem kapcsolódott szorosan az istenek kultuszaihoz, és nem igényelt különleges parafenomén képességeket, hanem mindenki által megtanulható és gyakorolható tudományként (disciplina) kezelték. Ez is az etruszk jóskönyvek hatása.
Az ókorban különösen nagy tiszteletnek örvendett három jósnő, mégpedig az erüthrai vagy marpésszoszi, a delphoi és végül a cumaei.

### Madárjósok

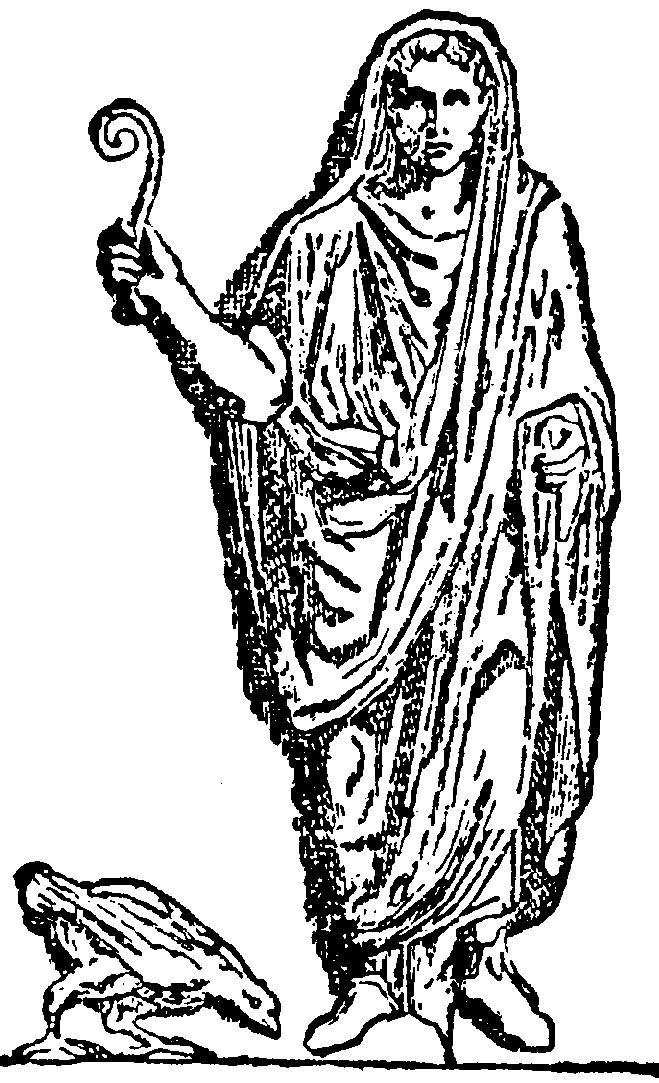
Augur, avagy madárjós munka közben

A madárjóslásnak nagy hagyománya volt az ókori Rómában. Minden templom vagy pap felszentelésénél (inauguratio) jelen voltak az augurok (madárjósok). Népgyűlést csak akkor lehetett tartani, ha az augur kedvező jóslatot hirdetett. Ha egy felszentelt helyet fel akartak számolni (például a Capitolium felépítésénél), akkor ahhoz is madárjós közreműködésére volt szükség (érvénytelenítés – exauguratio).
Az augur vagyis madárjós jósolt rendkívüli égi jelekből (napfogyatkozás, csillaghullás, szivárvány stb.), a madarak repüléséből, hangjából. A madarakat két osztályba sorolták: olyanokra, amelyek hangjukkal adtak jelt, mint például a holló, bagoly, harkály, kakas, és olyanokra, amelyeknek repülése és száma volt a jóslás alapja, mint a sas, ölyv, galamb.
Hadviseléskor, ütközet előtt abból jósoltak, hogy a ketrecbe zárt tyúkok hogyan esznek. Ha gyorsan kiszaladtak ketrecükből, és oly mohón ettek, hogy egy-egy szem kiesett a csőrükből, azt jó ómennek, jó előjelnek vették.

#### Madárjóslat
Az augurium vagy auspicium maga a madárjóslat. A jóslások alapja valamely jó vagy rossz isteni előjel (prodigium) bekövetkezése, azaz szokatlan vagy megmagyarázhatatlan környezeti jelenség, melyből az istenek szándékára lehet következtetni egy üggyel kapcsolatban. A lituus – a madárjósok csomótlan, görbe botja a jóslások fontos kelléke, mert ezt mutatópálcaként használva nagyobb csoportok is nyomon követhették a jóslás folyamatát. A jóslások felszentelt (inauguratio) helyen zajlottak, ahonnan általában jó kilátás nyílt, és oltár is található volt.
A jós a botjával megjelölte az égtájak határait, elmondta az égtájak aktuális jelentését majd hangos fohásszal kért egy istent, vagy az isteneket, hogy adjanak jelet. Ezután figyelték, merről tűnnek fel madarak, vagy valamely égi jel, például dörgés.

### Béljóslás
Lásd még: Haruspex
A béljóslás, latinul haruspicium kevésbé volt kedvelt, mint a madárjóslás. A béljósok, vagyis haruspexek egészen a birodalom hanyatlásáig hivatalos tisztet töltöttek be a római állam vallási szervezetében. Halikarnasszoszi Dionysios szerint Rómában már Romulus idejétől kezdve léteztek béljósok, ám a szerzők zöme a bőséges forrásokra hivatkozva etruszk eredetűnek tartja a béljóslást. A Tarquiniusok uralkodása idejétől a rómaiak fordultak tanácsért a haruspexekhez, akik ismerték a disciplina Etrusca-t, az etruszk jóslás tudományát. Az i. e. 4–3. századtól egyre inkább bevonják őket a várost vagy a magistrátusokat illető csodajelek értelmezésébe, hadjáratok sikerének felmérésébe. A Rómába bele olvadó Etruszk birodalom arisztokratái sokszor jósként próbálták előjogaikat átmenekíteni. A politikusok mellé szegődő béljósok többnyire egy leendő nagy államférfi támogatásának megszerzésével próbáltak karriert csinálni, míg az állami béljósok a szenátusi politikát támogatták. Az állami és a magánjósok tevékenysége a 2. század végére teljesen szétválik, mi több, szembenállásig fajul.
A principátus idején a béljóslás szigorúbb felügyelet alá került: feltehetőleg Augustus szervezte meg a 60 béljós testületét, amelybe immár nemcsak etruszk származású jósok tartoztak. A császárság idején az állami béljósok feladatköre kiszélesedett, a 60 fős testülethez a senatus fordult, míg a császári haruspexek az uralkodóval álltak közvetlen kapcsolatban. Az 1. századtól kezdve az itáliai területeken és a provinciákban is elterjed a disciplina Etrusca, amelynek fő tanait immár latinul teszik közzé. A Severusok idején létrejön a haruspex legionis tisztsége, illetve a császári haruspexek állami díjazást kapnak.
A 2. századtól kezdve pedig a régi római vallás tisztségeinek felvételével az idegen vallásokkal szemben a római hagyomány, a mos maiorum védelmezőiként lépnek föl. Diocletianus idején még szerepet játszanak a keresztényüldözés kirobbantásában. A későbbi uralkodók rendeletei folytán, valamint amiatt, hogy az egyre inkább teret hódító keresztény teológia a béljóslást minden egyéb jóslási és mágikus tevékenységgel együtt a démonok hatókörébe sorolja, egyre jobban kiszorulnak Rómából.

### Kockavetés
Kezdetben mind játékra, mind jóslásra az asztragalosz kockát használták, ami a juh- és kecskeláb sarokcsontja volt. Ez még négyoldalú volt, a későbbiekben a hatlapú kocka terjedt el, melyet már Mezopotámiában is ismertek.
A rómaiaknál tiltották a dobókockajátékot, bár a legionáriustól a császárig mindenki lelkesen játszotta.
Hivatalosan azért tiltották, nehogy elkockázzák utolsó tunikájukat is, ám a valós ok, hogy ne profanizálják azt, ami egykor szent volt.
A Szaturnáliákon, az évkezdő-évzáró ünnepségeken viszont szabad, sőt kötelező volt a kockajáték. A lakomákon ott elnökölt az egykor feláldozott bűnbak utóda, a Saturnalia-király, akit kockával sorsoltak ki.
Cicero írja a sorsvetésről, hogy az ő korában magas beosztású férfi nem folyamodik a kockákhoz. Néhány évtized múlva, Augustus uralkodása alatt azonban a császár veje, fogadott fia és hadvezére, a későbbi Tiberius császár, mielőtt nagy vállalkozásba kezdett, megkérdezte az arany sorskockákat.

## Ahalottkultuszés szertartásai
A római háziszentélyek (larariumok) elmaradhatatlan szobrocskái voltak a larok, az elhunyt ősök jelképei akiket szarutülkökkel, gyakran táncolva ábrázoltak. A házigazda védelmező szelleme, mintegy őrangyal a genius volt. A rómaiak azt gondolták, hogy a halottak szelleme egyfajta árnyalakként létezik tovább.
Hittek a visszatérő lelkekben, több, ezzel kapcsolatos átkot tartalmazó kőlapot találtak.
A kezdetekben máglyán égették el a holtakat, gyakran a sírgödröt is kiégették. Esquilinus dombja a legrégibb idők óta az alsóbb néposztályok temetkező helye volt Rómában Libitina (a halottak istene) szentélyével, itt a holtakat koporsóban vagy gyolcsba csavarva temették. Az alvilágba való bebocsáttatáshoz a holtak kezébe vagy szájába, esetleg szemére pénzérmét helyeztek.
A gazdagabbak az etruszkok halott tiszteletét követve, és szépen díszített sírkamrákat építettek. Ezek jellemzője a több részre osztott szerkezet, gyakran timpanonnal, szoborral, szöveggel. A gazdag halottakat szarkofágba fektették. A sírtábla neve cippus, melyen az elhunytról részletes adatokat is közöltek. A síremlékek szépen faragottak voltak, lehetőség szerint választékos ábrákkal és díszítésekkel.
A parentalia és a lemuria (vagy lamuria) a holtak lelkének (lemuroknak) szentelt ünnepek voltak. A lemuriát a monda szerint Romulus alapította (eredetileg Remuria néven) halott testvére lelkének kiengesztelésére. A halottakra való emlékező év végi napokat, a parentaliát (parens = szülő) február 13–22. között tartották. Ennek zárónapján, a feralia napon Rómában az összes templom zárva volt, és áldozati tüzet az oltárokon nem volt szabad gyújtani. Az Ovidiusnál olvasható hagyomány szerint ez ünnepet Aeneos alapította apja elköltözött lelkének tiszteletére. Ekkor, és az elhunyt halálának évfordulóján étellel-itallal teli edényeket, ajándékokat, a gyermekeknek játékokat helyeztek engesztelés és megemlékezésképp a sírra. A házból viszont csörömpöléses szertartással távolította el a házigazda a halott ősöket. Az eltemetettek emlékét hosszú ideig megőrizték.